# Onthophagus trapezicornis
Onthophagus trapezicornis là một loài bọ cánh cứng trong họ Bọ hung (Scarabaeidae).